# André Vandenbunder
Professor André Vandenbunder (Geel, 23 mei 1918 - Deurne, 25 juni 2002) was een vooraanstaand Belgisch filmtheoreticus. Hij belichtte vooral het belang van de semiotiek, met name via het werk van filosoof Charles Sanders Peirce, voor de analyse van de filmtaal.

## Biografie
Vandenbunder studeerde theologie en klassieke talen aan de Katholieke Universiteit Leuven en de Universiteit Sapienza Rome. Hij was toegetreden tot de orde der jezuïeten, maar heeft die verlaten om te kunnen trouwen.
Vandenbunder was hoogleraar aan de Universitaire Instelling Antwerpen. Binnen de faculteit Germaanse talen zette hij er een cursus semiotiek op en introduceerde zo de Angelsaksische richting in de semiotiek in België. Daarnaast was hij sterk geboeid door theologie en filosofie. Deze drie kwamen samen in de persoon van Charles Sanders Peirce. Hij was een befaamd filmpedagoog die als mentor en professor talloze studenten en onderzoekers begeleid en beïnvloed heeft. Vandenbunder was ook jurylid van de Âge d'Or-prijs.
Vanaf 1980 was hij docent van de COFIB-studieweekends in het Provinciaal Domein Dommelhof te Neerpelt en van het Zomerfilmcollege te Neerpelt en later te Brugge. Vandenbunder was tot 1994 docent aan de filmschool Rits en het Koninklijk Belgisch Filmarchief. Zijn lezingen werden drukbezocht door begeesterde cinefielen. Karel Deburchgrave, een van zijn studenten en recensent bij Filmmagie, getuigt als volgt: "Met zijn kleurrijke notities gidste André Vandenbunder ons vakkundig doorheen de semiotiek van Peirce, de Sovjet-films van Sergej Eisenstein en het surrealisme van Luis Buñuel. Helder en klaar uitgelegd door deze 'homo universalis', leek deze moeilijke materie plots erg bevattelijk. Maar wat mij het meest bijblijft, is de passionele manier waarop de prof de film beleefde!" Bij de professor viel vooral zijn grote liefde voor het medium op, alsook zijn aparte manier van lesgeven: elk college was een ware onderdompeling in een andere manier van denken en vooral kijken."
Vandenbunder was een kenner van het werk van Eisenstein, wiens oeuvre hij mateloos bewonderde en waarvoor hij om het in de brontaal te kunnen bestuderen Russisch heeft geleerd. Hij was ook de auteur van het werk Brecht en de Film. De hoogleraar was bijzonder erudiet en is tot aan zijn dood helder van geest en goed op de hoogte gebleven van de jongste ontwikkelingen.

## Nalatenschap
Begin december 2005 was er een symposium in het Dommelhof bij wijze van een hommage aan de overleden professor. Het programma werd opgebouwd rond de favoriete auteurs en regisseurs. De 'bouwstenen' waren Jean Cocteau, Samuel Beckett, Pier Paolo Pasolini, de semiotiek van Charles Peirce, het surrealisme van Buñuel, het belang van Jean-Luc Godard en van Eisenstein. Dit waren de inspiratiebronnen van Vandenbunders vernieuwende kijk op het medium film. Hij had een nieuwe filmlogica opgebouwd rond contextualiteit, gegrepenheid en ultieme onvatbaarheid.
Op 28 november 2006 heeft zijn weduwe de bibliotheek van de hoogleraar plechtig overgedragen aan de Universiteit Antwerpen. Het cursusmateriaal van de filmpedagoog kwam terecht op het het departement Communicatiewetenschappen van de faculteit Sociale Wetenschappen om het te ontsluiten. Eind 2011 werd het geheel in zijn oorspronkelijke vorm op een website gepubliceerd met inbegrip van de hand-outs.

## Publicaties
- Naar een Formalisering van het Oeuvre van Robbe-Grillet, Bouwstenen, Restant, herfst 1982.
- S.M. Eisenstein: Hoe ik mijn films schrijf, Antwerpen, Centrum voor Beeldkultuur 1995.
- Die Begegnung Deleuze und Peirce, in: O. Fahle & L. Engell (eds.): Der Film bei Deleuze/Le Cinéma selon Deleuze, Weimar, Bauhaus Univ./Parijs, Presses de la Sorbonne Nouvelle 1998: 99-112.